# Episodi di You Me Her (quinta stagione)
La quinta e ultima stagione della serie televisiva You Me Her, composta da 10 episodi, è stata interamente pubblicata sul servizio di video on demand Crave, il 7 giugno 2020.
In Italia la stagione è stata interamente pubblicata il 22 ottobre 2020 su Netflix.
| nº | Titolo originale                   | Titolo italiano                            | Pubblicazione Canada | Pubblicazione Italia |
| -- | ---------------------------------- | ------------------------------------------ | -------------------- | -------------------- |
| 1  | The Stages of (Breakup) Grief      | Le fasi del lutto (post relazione)         | 7 giugno 2020        | 22 ottobre 2020      |
| 2  | Dr. Feelgood's Magic Tea           | Il magico tè del dottor tiramisù           | 7 giugno 2020        | 22 ottobre 2020      |
| 3  | Squonk Happens                     | A volte si svalvola                        | 7 giugno 2020        | 22 ottobre 2020      |
| 4  | Also, I Hate You.                  | E anche vi odio                            | 7 giugno 2020        | 22 ottobre 2020      |
| 5  | Remember the Carlyle!              | Ricordati dell'Angelina!                   | 7 giugno 2020        | 22 ottobre 2020      |
| 6  | Break It like You Mean It          | Distruggila come si deve                   | 7 giugno 2020        | 22 ottobre 2020      |
| 7  | Going Deep Dish                    | Fino in fondo                              | 7 giugno 2020        | 22 ottobre 2020      |
| 8  | Oh, Mama!                          | Oh, mamma!                                 | 7 giugno 2020        | 22 ottobre 2020      |
| 9  | Say Something. Say Anything.       | Di' qualcosa, qualsiasi cosa               | 7 giugno 2020        | 22 ottobre 2020      |
| 10 | Home Is Where the Flaming Heart Is | La casa è dove si trova il cuore in fiamme | 7 giugno 2020        | 22 ottobre 2020      |

## Le fasi del lutto (post relazione)
- Titolo originale: The Stages of (Breakup) Grief
- Diretto da: Gail Harvey
- Scritto da: John Scott Shepherd

### Trama
Izzy torna a Portland, dove rincontra Jack ed Emma a una festa organizzata da suo padre e da Lala.

## Il magico tè del dottor tiramisù
- Titolo originale: Dr. Feelgood's Magic Tea
- Diretto da: Gail Harvey
- Scritto da: John Scott Shepherd e Jackie Vleck Moody

### Trama
Pensando di aver preso un'erba che ti obbliga a non mentire, tutti gli invitati alla festa iniziano raccontare le loro verità.

## A volte si svalvola
- Titolo originale: Squonk Happens
- Diretto da: Gail Harvey
- Scritto da: Elaine Aronson

### Trama
Mentre Jack ed Emma provano un'app d'incontri per poliamorosi, Izzy tenta di creare un legame con Lala, ora che è fidanzata con suo padre Ben.

## E anche vi odio
- Titolo originale: Also, I Hate You.
- Diretto da: Gail Harvey
- Scritto da: Martina Monro

### Trama
Jack ed Emma organizzano una serata in hotel, raccontandolo poi a Izzy, per cercare di convincerla a unirsi a loro.

## Ricordati dell'Angelina!
- Titolo originale: Remember the Carlyle!
- Diretto da: Gail Harvey
- Scritto da: John Scott Shepherd

### Trama
Nonostante stia attraversando la fase della rabbia con Emma e Jack, Izzy accompagna Lala a scegliere l'abito da sposa, insieme a Nina, la quale inizia a capire quale lavoro le interessi realmente fare.

## Distruggila come si deve
- Titolo originale: Break It like You Mean It
- Diretto da: Gail Harvey
- Scritto da: John Scott Shepherd ed Elaine Aronson

### Trama
Dave è indeciso sul fatto di comprare o meno, da Will, la casa dei suoi sogni, ora che lui e Carmen possono permettersela.

## Fino in fondo
- Titolo originale: Going Deep Dish
- Diretto da: Gail Harvey
- Scritto da: Jackie Vleck Moody

### Trama
Nina decide di prendere in mano la situazione, vedendo l'indecisione della "troppia", mentre Dave comunica a Emma e Jack di aver comprato la casa nuova, rompendo così il patto con l'amico.

## Oh, mamma!
- Titolo originale: Oh, Mama!
- Diretto da: Gail Harvey
- Scritto da: John Scott Shepherd e Alex Koplow

### Trama
Mentre la festa di addio al celibato non decolla, a causa di un errore di valutazione di Shaun, la festa di addio al nubilato, in un locale, degenera.

## Di' qualcosa, qualsiasi cosa
- Titolo originale: Say Something. Say Anything.
- Diretto da: Gail Harvey
- Scritto da: Elaine Aronson e Jackie Vleck Moody

### Trama
Nel mentre che Izzy parla sinceramente a sua madre, riguardo al rapporto tra quest'ultima e suo padre; Emma e Jack cercano di organizzare qualcosa di grandioso per sorprendere e così riconquistare Izzy.

## La casa è dove si trova il cuore in fiamme
- Titolo originale: Home Is Where the Flaming Heart Is
- Diretto da: Gail Harvey
- Scritto da: John Scott Shepherd

### Trama
Nina si apre con Shaun, affrontando i suoi timori. Intanto Izzy decide di andarsene per cambiare finalmente vita, ma Jack ed Emma hanno tutt'altri piani. Al termine dell'episodio, infatti, dopo aver raggiunto Izzy al confine con il Messico, i tre decideranno di restare assieme e creeranno una famiglia allargata, a cui si aggiunge un anno dopo una nuova bambina.